# Domaine de Shimabara

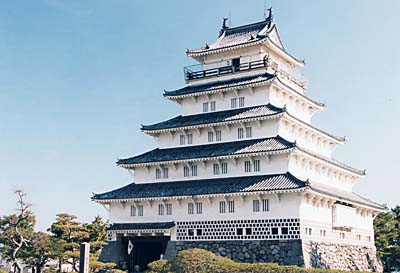
Château de Shimabara.

Le domaine de Shimabara (島原藩, Shimabara-han) est un domaine féodal japonais de l'époque d'Edo situé dans la province de Hizen, Kyūshū, couvrant presque toute la péninsule de Shimabara.

## Histoire
Le clan Arima, qui est daimyō kirishitan, dirige le domaine de Shimabara à la fin de l'époque de Muromachi depuis les châteaux de Hinoe et Hara. Après le début de la politique d'isolement nationale, (sakoku), le shogunat Tokugawa bannit le christianisme en 1614 et remplace Arima Naozumi par Matsukura Shigemasa. Matsukura, qui applique strictement la politique antichrétienne avec des exécutions de masse, augmente également fortement les taxes pour financer la construction de son nouveau château de Shimabara de 1618 à 1624. Cette oppression des paysans est un facteur décisif menant à la rébellion de Shimabara. 
Après que la rébellion a été réprimée, le domaine est donné au clan Kōriki. Puis il passe au pouvoir de la famille Fukōzu-Matsudaira qui le dirige de 1668 jusqu'en 1871 (avec un bref hiatus entre 1747 et 1774).
Durant la période du Bakumatsu, Matsudaira Tadachika devient une importante figure dans l'administration Tokugawa. Cependant, Matsudaira Tadakazu, dernier daimyo de Shimabara, engage le domaine pour supporter l'empereur Meiji dans la guerre de Boshin, prouve sa fidélité en envoyant ses troupes dans la campagne du nord contre l'Ōuetsu Reppan Dōmei et combat à Akita et Morioka.

## Liste des daimyos
- Clan Arima, 1600-1614 (tozama daimyo)

|   | Nom                       | Dates     | Titre                  | Rang                    | Revenus     |
| - | ------------------------- | --------- | ---------------------- | ----------------------- | ----------- |
| 1 | Arima Harunobu (有馬晴信) | 1600-1612 | Shūri-daiyū (修理大夫) | 5e inférieur (従五位下) | 40 000 koku |
| 2 | Arima Naozumi (有馬直純)  | 1612-1614 | Saiemonfu (左衛門佐)   | 5e inférieur (従五位下) | 40 000 koku |
|   |                           |           |                        |                         |             |

- Tenryō

- Clan Matsukura, 1616-1638 (tozama daimyo)

|   | Nom                            | Dates     | Titre          | Rang                    | Revenus     |
| - | ------------------------------ | --------- | -------------- | ----------------------- | ----------- |
| 1 | Matsukura Shigemasa (松倉重政) | 1616-1630 | Bungo-no-kami  | 5e inférieur (従五位下) | 40 000 koku |
| 2 | Matsukura Katsuie (松倉勝家)   | 1630-1638 | Nagato-no-kami | 5e inférieur (従五位下) | 40 000 koku |
|   |                                |           |                |                         |             |

- Clan Kōriki, 1638-1668 (fudai daimyo)

|   | Nom                        | Dates     | Titre                 | Rang                    | Revenus     |
| - | -------------------------- | --------- | --------------------- | ----------------------- | ----------- |
| 1 | Kōriki Tadafusa (戸田忠盈) | 1638-1655 | Sakontaiyu (左近大夫) | 5e inférieur (従五位下) | 40 000 koku |
| 2 | Kōriki Takanaga (戸田忠寛) | 1655-1668 | Sakontaiyu (左近大夫) | 5e inférieur(従五位下)  | 40 000 koku |
|   |                            |           |                       |                         |             |

- Clan Matsudaira (Fukōzu), 1668-1747 (fudai)

|   | Nom                                     | Dates     | Titre                        | Rang                    | Revenus     |
| - | --------------------------------------- | --------- | ---------------------------- | ----------------------- | ----------- |
| 1 | Matsudaira Tadafusa (松平忠房)          | 1669-1698 | Tonomori-no-tsukasa (主殿頭) | 4e inférieur (従四位下) | 65 000 koku |
| 2 | Matsudaira Tadakatsu (松平忠雄)         | 1698-1735 | Tonomori-no-tsukasa (主殿頭) | 4e inférieur (従四位下) | 65 000 koku |
| 3 | Matsudaira Tadami (松平忠俔)            | 1735-1738 | Tonomori-no-tsukasa (主殿頭) | 5e inférieur (従五位下) | 65 000 koku |
| 4 | Matsudaira Tadatoki (松平忠刻)          | 1738-1749 | Tonomori-no-tsukasa (主殿頭) | 4e inférieur (従四位下) | 65 000 koku |
| 5 | Matsudaira (Fukozu) Tadamasa (松平忠祗) | 1749      | Tonomori-no-tsukasa (主殿頭) | 4e inférieur (従四位下) | 65 000 koku |

- Clan Toda, 1747-1774 (fudai daimyo)

|   | Nom                       | Dates     | Titre         | Rang                    | Revenus     |
| - | ------------------------- | --------- | ------------- | ----------------------- | ----------- |
| 1 | Toda Tadamitsu (戸田忠盈) | 1749-1754 | Hyuga-no-kami | 5e inférieur (従五位下) | 77 000 koku |
| 2 | Toda Tadatō (戸田忠寛)    | 1754-1774 | Iki-no-kami   | 5e inférieur (従五位下) | 77 000 koku |
|   |                           |           |               |                         |             |

- Clan Matsudaira (Fukōzu), 1774-1871 (fudai)

|   | Nom                             | Dates     | Titre                        | Rang                    | Revenus     |
| - | ------------------------------- | --------- | ---------------------------- | ----------------------- | ----------- |
| 1 | Matsudaira Tadahiro (松平忠恕)  | 1774-1792 | Yamato-no-kami               | 5e inférieur (従五位下) | 65 000 koku |
| 2 | Matsudaira Tadayori (松平忠馮)  | 1792-1819 | Tonomori-no-tsukasa (主殿頭) | 5e inférieur (従五位下) | 65 000 koku |
| 3 | Matsudaira Tadayoshi (松平忠侯) | 1819-1840 | Tonomori-no-tsukasa (主殿頭) | 5e inférieur (従五位下) | 65 000 koku |
| 4 | Matsudaira Tadanari (松平忠誠)  | 1840-1847 | Tonomori-no-tsukasa (主殿頭) | 5e inférieur (従五位下) | 65 000 koku |
| 5 | Matsudaira Tadakiyo (松平忠精)  | 1847-1859 | Tonomori-no-tsukasa (主殿頭) | 5e inférieur (従五位下) | 65 000 koku |
| 5 | Matsudaira Tadaatsu (松平忠淳)  | 1859-1860 | Tonomori-no-tsukasa (主殿頭) | 5e inférieur (従五位下) | 65 000 koku |
| 5 | Matsudaira Tadachika (松平忠愛) | 1860-1862 | Tonomori-no-tsukasa (主殿頭) | 5e inférieur (従五位下) | 65 000 koku |
| 5 | Matsudaira Tadakazu (松平忠和)  | 1862-1871 | Tonomori-no-tsukasa (主殿頭) | 5e inférieur (従五位下) | 65 000 koku |